# West Canton (Carolina del Norte)
West Canton es un lugar designado por el censo ubicado en el condado de Haywood en el estado estadounidense de Carolina del Norte. La localidad en el año 2000, tenía una población de 1.156 habitantes en una superficie de 3,6 km², con una densidad poblacional de 324,6 personas por km².

## Geografía
West Canton se encuentra ubicado en las coordenadas 35°32′20″N 82°51′46″O / 35.53889, -82.86278. Según la Oficina del Censo, la localidad tiene un área total de 3,6 km² (1,4 mi²), de la cual 3,6 km² (1,4 mi²) es tierra y 0 km² (0 mi²) (0.0%) es agua.

### Localidades adyacentes
El siguiente diagrama muestra a las localidades en un radio de 20 kilómetros (12,4 mi) de West Canton.

## Demografía
En el 2000 la renta per cápita promedia del hogar era de $30.694, y el ingreso promedio para una familia era de $34.922. El ingreso per cápita para la localidad era de $15.587. En 2000 los hombres tenían un ingreso per cápita de $40.347 contra $22.056 para las mujeres. Alrededor del 11.80% de la población estaba bajo el umbral de pobreza nacional.
A partir de finales de 2006 la ciudad de gobierno Waynesville estima la población en 10.000.